# Arquidiócesis de Uagadugú
La arquidiócesis de Uagadugú (en latín: Archidioecesis Uagaduguensis y en francés: Archidiocèse de Ouagadougou) es una circunscripción eclesiástica de la Iglesia católica en Burkina Faso. Se trata de una arquidiócesis latina, sede metropolitana de la provincia eclesiástica de Uagadugú. Desde el 16 de octubre de 2023 su arzobispo es Prosper Kontiebo, de la Orden de Clérigos Regulares Ministros de los Enfermos.

## Territorio y organización
La arquidiócesis tiene 9600 km² y extiende su jurisdicción sobre los fieles católicos de rito latino residentes en la región Centro y áreas adyacentes.
La sede de la arquidiócesis se encuentra en la ciudad de Uagadugú, en donde se halla la Catedral de la Inmaculada Concepción. En Yagma se encuentra la basílica y santuario de Nuestra Señora.
La arquidiócesis tiene como sufragáneas a las diócesis de: Koudougou, Manga y Ouahigouya.
En 2021 en la arquidiócesis existían 34 parroquias.

## Historia
El vicariato apostólico de Uagadugú fue erigido el 2 de julio de 1921 con el breve Ex officio supremi del papa Benedicto XV, en seguida de la división del vicariato apostólico del Sahara en el Sudán Francés, que dio origen también al vicariato apostólico de Bamako (hoy arquidiócesis de Bamako).
De 1926 a 1947 el vicariato apostólico cedió territorios para la erección de las prefecturas apostólicas de:
- prefectura apostólica de Navrongo (hoy arquidiócesis de Tamale) el 11 de enero de 1926 mediante el breve In hac Divi Petri del papa Pío XI;[2]
- prefectura apostólica de Bobo-Dioulasso (hoy arquidiócesis de Bobo-Dioulasso) el 15 de diciembre de 1927 mediante el breve Expedit del papa Pío XI;[3]
- prefectura apostólica de Niamey (hoy arquidiócesis de Niamey) el 28 de abril de 1942 mediante la bula Ad faciliorem del papa Pío XII;[4]
- prefectura apostólica de Gao (hoy diócesis de Mopti) el 9 de junio de 1942 mediante la bula Quo Missionum del papa Pío XII;[5]
- prefectura apostólica de Ouahigouya (hoy diócesis de Koudougou) el 12 de junio de 1947 mediante la bula Quo in Africa del papa Pío XII.[6]

El 14 de septiembre de 1955 el vicariato apostólico fue elevado al rango de arquidiócesis metropolitana con la bula Dum tantis del papa Pío XII.
De 1956 a 1997 la arquidiócesis cedió otros territorios para la erección de las diócesis de:
- diócesis de Koupéla (hoy arquidiócesis de Koupéla) el 20 de febrero de 1956 mediante la bula Quo suavi del papa Pío XII;[8]
- diócesis de Kaya el 26 de junio de 1927 mediante la bula Ad patrisfamilias del papa Pablo VI;[9]
- diócesis de Manga el 2 de enero de 1997 mediante la bula De cunctis Ecclesiis solliciti del papa Juan Pablo II.[10]

## Estadísticas
Según el Anuario Pontificio 2022 la arquidiócesis tenía a fines de 2021 un total de 1 078 700 fieles bautizados.
| Año                                                                             | Población            | Población | Población      | Sacerdotes | Sacerdotes    | Sacerdotes    | Bautizados por sacerdote | Diáconos permanentes | Religiosos | Religiosos | Parroquias |
| Año                                                                             | Bautizados católicos | Total     | % de católicos | Total      | Clero secular | Clero regular | Bautizados por sacerdote | Diáconos permanentes | Varones    | Mujeres    | Parroquias |
| ------------------------------------------------------------------------------- | -------------------- | --------- | -------------- | ---------- | ------------- | ------------- | ------------------------ | -------------------- | ---------- | ---------- | ---------- |
| 1950                                                                            | 22 870               | 980 215   | 2.3            | 55         | 12            | 43            | 415                      |                      | 5          | 60         | 9          |
| 1970                                                                            | 66 767               | 1 127 332 | 5.9            | 76         | 36            | 40            | 878                      |                      | 104        | 151        | 15         |
| 1978                                                                            | 132 457              | 929 484   | 14.3           | 82         | 44            | 38            | 1615                     |                      | 82         | 183        | 15         |
| 1990                                                                            | 241 716              | 1 444 046 | 16.7           | 98         | 59            | 39            | 2466                     |                      | 113        | 215        | 17         |
| 1999                                                                            | 327 758              | 1 532 950 | 21.4           | 135        | 87            | 48            | 2427                     |                      | 168        | 315        | 16         |
| 2000                                                                            | 418 482              | 1 588 637 | 26.3           | 117        | 69            | 48            | 3576                     |                      | 165        | 263        | 15         |
| 2001                                                                            | 357 832              | 1 649 820 | 21.7           | 142        | 88            | 54            | 2519                     |                      | 198        | 383        | 15         |
| 2002                                                                            | 378 498              | 1 946 820 | 19.4           | 147        | 97            | 50            | 2574                     | 1                    | 167        | 377        | 17         |
| 2003                                                                            | 392 983              | 1 946 820 | 20.2           | 152        | 97            | 55            | 2585                     |                      | 284        | 423        | 17         |
| 2004                                                                            | 442 162              | 1 946 820 | 22.7           | 167        | 103           | 64            | 2647                     |                      | 300        | 451        | 17         |
| 2013                                                                            | 851 414              | 2 495 000 | 34.1           | 192        | 105           | 87            | 4434                     |                      | 358        | 409        | 23         |
| 2016                                                                            | 907 567              | 2 740 139 | 33.1           | 240        | 127           | 113           | 3781                     |                      | 395        | 594        | 28         |
| 2019                                                                            | 1 017 800            | 3 006 000 | 33.9           | 241        | 127           | 114           | 4223                     |                      | 436        | 514        | 31         |
| 2021                                                                            | 1 078 700            | 3 188 000 | 33.8           | 280        | 133           | 147           | 3852                     |                      | 446        | 511        | 34         |
| Fuente: Catholic-Hierarchy, que a su vez toma los datos del Anuario Pontificio. |                      |           |                |            |               |               |                          |                      |            |            |            |

## Episcopologio
- Joanny Thévenoud, M.Afr. † (8 de julio de 1921-16 de septiembre de 1949 falleció)
- Emile-Joseph Socquet, M.Afr. † (16 de septiembre de 1949-12 de enero de 1960 renunció[nota 1])
- Paul Zoungrana, M.Afr. † (5 de abril de 1960-10 de junio de 1995 retirado)
- Jean-Marie Untaani Compaoré (10 de junio de 1995-13 de mayo de 2009 retirado)
- Cardenal Philippe Nakellentuba Ouédraogo (13 de mayo de 2009-16 de octubre de 2023 retirado)
- Prosper Kontiebo, M.I., desde el 16 de octubre de 2023